# Treibsand (1949)
Treibsand (Originaltitel: The Walking Hills) ist ein US-amerikanischer Western aus dem Jahr 1949 von John Sturges mit Randolph Scott und Ella Raines in den Hauptrollen. Der Film wurde von Columbia Pictures produziert. 

## Handlung
Der Rodeoreiter Shep Wilson überquert die Grenze nach Mexiko und erreicht die Stadt Mexicali. Er spielt Poker mit dem Goldsucher Old Willy, dem Pferdezüchter Jim Carey und zwei weiteren Männern, Chalk und Johnny. Frazee, ein Privatdetektiv, der Shep folgt, stößt zur Partie hinzu. Old Willy erzählt von einem Treck voller Gold, der vor 100 Jahren in den Walking Hills verloren gegangen ist. Johnny erinnert sich, einige halb im Sand vergrabene Wagenräder gesehen zu haben. Die Männer beschließen, nach dem Gold zu suchen. Damit nichts nach außen dringt, sollen alle Anwesenden im Saloon die Expedition begleiten. Dazu gehören der Barkeeper Bibbs, der Sänger Josh und Jims indianischer Helfer Cleve.
Da sich die Sanddünen bewegt haben, hat Johnny Schwierigkeiten, die Stelle wiederzufinden, an der er die Räder gesehen hat. Als man auf das Gerippe eines Ochsen stößt, beginnt man zu graben. Zur Gruppe stößt Jims ehemalige Freundin Chris Jackson. Sie will sich mit Shep aussprechen. Für ihn hatte Chris Jim verlassen. Die geplante Hochzeit in Denver fiel aus, weil Shep nicht auftauchte. Sie wollen gerade zurück ins Lager, als sie einen Lichtblitz bemerken. Offensichtlich hat Frazee jemandem Signale gegeben, gibt dies aber nicht zu. Cleve hält den Detektiv für einen Regierungsagenten. Shep erzählt Chris, dass Frazee in Wirklichkeit hinter ihm her sei, um ihn wegen Mordes zu verhaften. Shep wurde, während er in Denver auf Chris wartete, bei einer Partie Poker von seinem Gegner King des Falschspiels beschuldigt. Es kam zu einem Kampf, bei dem eine Flasche, die King in seiner Jacke trug, zerbrach und deren Scherben King töteten. Kings Vater engagierte daraufhin Frazee, der den flüchtigen Shep einfangen soll.
Zwischen Frazee und Johnny, der Frazees Signalbox gefunden hat, kommt es zu einer Schlägerei. Johnny verletzt sich am Rücken, will aber keinen Arzt holen lassen, da er von der Polizei gesucht wird. Frazee erklärt, dass die Signale für Kings Vater bestimmt seien, der sich in den Walking Hills versteckt halte. In der Zwischenzeit hat die Erfolglosigkeit beim Graben die Männer angespannt und streitsüchtig gemacht. Als ein Sandsturm aufzieht, erklärt Frazee, dass die Polizei Johnny nicht mehr suche. Shep will nun für Johnny einen Arzt holen, wird aber von Frazee gehindert. Jim unterbricht den entstehenden Kampf und erfährt, dass Chris ihn für Shep verlassen hat. 
Als Johnny gestorben ist, wollen die anderen zum Lager reiten, um dort Schutz vor dem Sturm zu suchen. Doch Chalk glaubt, dass Frazee nun hinter ihm her sei und jagt die Pferde davon. Jim erschießt Chalk, gerade als der Sturm mit voller Wucht losschlägt. Frazee und Cleve überleben nicht. Der Sturm hat aber die Wagen freigelegt, jedoch findet sich kein Gold. Shep und Chris entscheiden sich, davonzureiten. Jim entlockt von Willy das Geständnis, dass der das Gold schon früher geborgen hat. Willy willigt ein, mit Jim zu teilen.

## Produktion

### Hintergrund
Gedreht wurde der Film vom 10. Mai bis zum 17. Juni 1948 in den Alabama Hills, im Death-Valley-Nationalpark, in Calexico in Kalifornien und im mexikanischen Mexicali.
Laut einer Meldung im The Hollywood Reporter vom 26. Juli 1948 war dies der erste Spielfilm, dessen Ton mit Audiorekordern aufgenommen wurde.

### Stab
Robert Peterson oblag die künstlerische Leitung. Jean Louis war für die Kostüme zuständig. 

### Besetzung
Das Stuntdouble für Randolph Scott war Jock Mahoney. Ein weiterer Stuntman war Eddie Parker. Im Abspann unerwähnt blieb Charles Stevens als Cleve.

### Musik
Musikalischer Direktor war Morris Stoloff.
Der Gitarrist und Sänger Josh White, der im Film eine kleine Rolle übernahm, arrangierte die traditionellen Lieder I Want You and I Need You, Baby, Baby Blues, The Work Song und I Gave My Love a Cherry.

## Synchronisation
Die deutsch Synchronfassung entstand 1978 im Auftrag der Studio Hamburg Synchron.
| Rolle         | Schauspieler     | Deutscher Synchronsprecher |
| ------------- | ---------------- | -------------------------- |
| Jim Carey     | Randolph Scott   | Horst Stark                |
| Chris Jackson | Ella Raines      | Monika Gabriel             |
| Shep Wilson   | William Bishop   | Reiner Brönneke            |
| Old Willy     | Edgar Buchanan   | Gerd Duwner                |
| Chalk         | Arthur Kennedy   | Uwe Friedrichsen           |
| Frazee        | John Ireland     | Wolfgang Draeger           |
| Johnny        | Jerome Courtland | Reent Reins                |
| Bibbs         | Russell Collins  | Manfred Steffen            |

## Veröffentlichung
Die Premiere des Films fand am 5. März 1949 statt. In der Bundesrepublik Deutschland wurde er am 3. Januar 1981 im deutschen Fernsehen ausgestrahlt.

## Kritiken
Das Lexikon des internationalen Films schrieb: „Versierter Western mit einer ungewöhnlich komplexen Handlung.“
Die Variety lobte in ihrer Vorabkritik die fesselnde Geschichte, die gute Besetzung und die straffe Regie.
Der Kritiker des TV Guide sah einen ausgezeichneten Low-Budget-Western mit einigen schönen Blues-Nummern von Josh White.